# Rosa Elena Simeón Negrín
Rosa Elena Simeón Negrín (Bejucal, Cuba, 17 de junio de 1943 - La Habana, Cuba, 22 de octubre de 2004) fue una relevante científica, política y ambientalista cubana. Consagró su vida a la investigación, actividad en la que se destacó hasta su deceso. Durante años fue la Presidenta de la Academia de Ciencias de Cuba y la primera en ocupar el cargo de Ministra de Ciencia, Tecnología y Medio Ambiente (CITMA). Miembro activo de organizaciones nacionales e internacionales, ocupando anteriores cargos importantes dentro del país en el Centro Nacional de Investigaciones Científicas (CNIC) y en el Centro Nacional de Sanidad Agropecuaria (CENSA) .

## Biografía
Nació el 17 de junio del año 1943 en Bejucal, actual provincia de Artemisa. Hija de Juana Negrín, farmacéutica con una farmacia propia en su poblado. Desde niña tuvo acceso a una buena educación y fue una excepcional estudiante. Su hogar era una escogida de tabaco , propiedad del abuelo materno, donde también trabajaba su padre.
Tras el triunfo de la Revolución Cubana en el año 1959, siendo todavía una adolescente, colaboró con la 	
campaña de alfabetización nacional enseñando a leer a obreros de la fábrica Los Pinos Nuevos de su ciudad natal.
A mediados de los años 60 matriculó en la carrera de Medicina en la Universidad de La Habana. Tras su graduación, alrededor del año 1968, se especializó en Virología y Salud Animal. 

## Carrera Política
Su vida se extendió más allá de la ciencia y la tecnología hacia el mundo de la política. Fue miembro del Comité Central de Partido y miembro del Comité Nacional de la Federación de Mujeres Cubanas  desde el año 1980. Diputada al Parlamento Cubano  desde el mismo año 1986.
Se desempeñó como miembro suplente del Buró Político desde el año 1986 hasta 1991 y en el año 1993 resultó elegida miembro suplente del Consejo de Estado. En el año 1994 fue designada Ministra de Ciencia, Tecnología y Medio Ambiente, (CITMA), institución creada ese año. 

## Labor científica
La Doctora Rosa Elena fue una abanderada de la introducción y generalización de los resultados de la ciencia en la práctica cotidiana y de la urgencia de transformar esta actividad en una verdadera fuerza productiva mediante el incremento de sus impactos en la economía, la sociedad y el medio ambiente.
A partir del año 1985 fue designada presidenta de la Academia de Ciencias de Cuba y de la Comisión Nacional para el Medio Ambiente y los Recursos Naturales (COMARNA) . Fue elegida en el año 1995 miembro del Comité consultor de las Naciones Unidas para la Ciencia y la Tecnología y en el año 1998 elegida Miembro de Honor de la Academia de Ciencias de Cuba.
Su nombre alcanzó notoriedad en el medio académico como jefa del Departamento de Virología en el Centro Nacional de Investigaciones Científicas  (CNIC), única institución de la Isla que se dedicaba a la microbiología y otras temáticas asociadas. 
Sus investigaciones evidenciaron la presencia en el país de dos  cepas   virales, aisladas en aves migratorias muertas. Una de ellas disponía de baja patogenicidad y se incrementaba a la medida que daba pases dentro de los animales susceptibles. La segunda, de gran virulencia, resultó ser producto de una modificación. Indagó en profundidad acerca de la  absorción   viral   y la propagación de los virus.
Su activa labor académica le convirtió luego en Directora de Microbiología del CNIC 
.
Entre los años 1970 y 1980, además de sus estudios sobre la fiebre porcina africana, Simeón Negrín realizó investigaciones en prestigiosas instituciones como la Escuela Veterinaria de   Alfort y en la Estación Experimental de Virología de Aviñón, Francia. También colaboró con el Instituto Pasteur y desarrolló otros proyectos en Canadá , Jamaica  y Perú .
En el año 1973 examinó un novedoso método de análisis acerca de la inseminación artificial en sementales. Entre otros resultados previó el impacto de una severa enfermedad en la masa genética. La temática ocupó una buena parte de su atención en los siguientes años, convirtiéndose en su trabajo doctoral. En el año 1975 consiguió ese título y además, asumió la dirección del Centro Nacional de Salud Agropecuaria (CENSA).
Una segunda epidemia de fiebre porcina africana azotó Cuba en el año 1980. Una vez más la científica tuvo a su cargo la responsabilidad de identificar las formas de propagación y patogenia del virus. Al mismo tiempo, se encargó de trazar la estrategia que diezmaría la incidencia de la patología animal de un modo eficiente.
Según su criterio científico el virus al que se enfrentó era absolutamente salvaje, de una agresividad extraordinaria. Cuando se dejó evolucionar, la mortalidad de los animales era del ciento por ciento y no dejaba a ningún animal con posibilidades de recuperarse. 
En el año 1995, forma parte del Comité Consultor de las Naciones Unidas para la ciencia y la técnica y en el año 1999, preside la Delegación de Cuba en la Conferencia Mundial de la Ciencia, organizada por la UNESCO en Budapest. 
Presidió el Consejo Científico Superior de la Academia de Ciencias de Cuba, perteneció a las sociedades científicas: Asociación Cubana de Microbiología, Asociación Latinoamericana de Producción Animal, Sociedad de Microbiología del Príncipe Leopoldo de Bélgica, Sociedad Cubana de Ciencias Veterinarias y fue Miembro además, de la Academia de Ciencias de México y Santo Domingo.

## Consagrada ambientalista
Su labor y compromiso con el medioambiente resultó vital para fomentar las nociones de sostenibilidad y elevar la conciencia ambiental de los cubanos. Asumió una posición de liderazgo que continuaría durante unos 20 años, justo en un momento en que la cuestión del medio ambiente comenzaba a ocupar un lugar destacado en la agenda política de los gobiernos y las organizaciones internacionales. Pudo ser testigo excepcional de un momento histórico en el apogeo del movimiento ambientalista en su etapa moderna y pudo trasladar lo mejor de esas prácticas y experiencias a la vida cotidiana de su país.
En el año 1989 participó, por primera vez, en el Foro de Ministros de Medio Ambiente de América Latina y el Caribe, cuya sexta reunión tuvo lugar en Brasilia ese año. Desde entonces desempenó un papel protagónico en foros regionales posteriores y su presencia resultó siempre reconocida internacionalmente. 
Dirigió los preparativos de Cuba para la Cumbre de Río, presidiendo la delegación cubana. Siempre tuvo una visión clara del concepto de “pensar globalmente y actuar localmente” y esa misma visión la impulsó a asistir a reuniones de negociaciones, en las que pudo atender la necesidad de actuar dentro de su propio país y al mismo tiempo poder hablar con autoridad. en cada foro internacional.
En el año 1994 participó en la Cumbre de la Alianza de Pequeños Estados Insulares  (AOSIS). Ya para ese momento era una consumada mediadora internacional que supo aportar a ese foro la experiencia adquirida en su participación en la Cumbre de Río, enriquecida por sus años de valioso trabajo a nivel nacional desde la perspectiva de un estado insular en desarrollo.
La novena reunión del Foro de Ministros de Medio Ambiente de América Latina y el Caribe tuvo lugar en Cuba en el año 1995 bajo la Presidencia de la Dra. Rosa Elena en un evento que marcó un cambio significativo en esos foros, con un importante giro hacia un enfoque más pragmático dentro del Programa de las Naciones Unidas para el Medio Ambiente  (PNUMA) hacia los problemas ambientales de la región.
Rosa Elena estuvo en Kyoto en el año 1997, para participar en la discusión del Protocolo que lleva el nombre de esa ciudad, protocolo que fue elaborado con el propósito de implementar la Convención Marco de las Naciones Unidas sobre el Cambio Climático. Fue elegida miembro de la Mesa del Consejo de Administración del PNUMA en el ano 2000, cargo en el que demostró su sabiduría y experiencia. En el año 2001, como parte del Programa de las Naciones Unidas para el Medio Ambiente, en la reunión celebrada en Nairobi, el Consejo elige a la Dra. Rosa Elena Simeón Negrín, como vicepresidenta, junto con los representantes de Indonesia y Polonia y preside el grupo de redacción.
Participó en la Cumbre Mundial sobre Desarrollo Sostenible en Sudáfrica en el año 2002 y con su presencia y declaraciones pertinentes jugó un papel clave para asegurar el éxito de las contribuciones más importantes del Plan de Implementación de Johannesburgo.
En el año 2003 jugó un papel decisivo en las negociaciones y acuerdos tomados al presidir la sexta reunión de la 	
Conferencia de las Partes de la Convención de las Naciones Unidas de Lucha contra la Desertificación y la Sequía, que tuvo lugar en La Habana.
Creado bajo su dirección, el sistema ambiental cubano se sustentó en valores claves y fue resultado de un minucioso proceso de diseño y desarrollo, entre los que se destacan:
• Políticas y estrategias claramente elaboradas, con mejora continua, dotadas de medidas de seguimiento necesarias;
• Concepción de la gestión ambiental como capacidad de implementar la política ambiental y la aplicación de medidas específicas al respecto, con el concepto de actuar en coordinación con todos los organismos y agencias que se ocupan de los recursos naturales y tienen influencia en el uso racional del medio ambiente; 
• Contar con un sistema de regulación y control con dimensión tanto nacional como local y una capacidad reconocida y creciente para la implementación de la legislación ambiental; 
• Presentar una gama de servicios e investigaciones con expansión continua hacia nuevas áreas, mediante la colaboración con reconocidos organismos internacionales de investigación y los nuevos centros de formación y estudios medioambientales, que ahora funcionan en prácticamente todas las zonas del país.
Bajo su conducción y guía se trabajó en una nueva ley marco de medio ambiente, en la estructuración de una Agencia de Medio Ambiente, en normativas medioambientales, en la incorporación de la dimensión ambiental en la legislación para la inversión extranjera y en el establecimiento de licencias y requisitos que protegieran el entorno.
Apostó por el papel catalizador e integrador del Citma, estuvo en la preparación de la primera Estrategia Ambiental de Cuba, enfocada en la identificación de los principales problemas medioambientales del país y las acciones en política para su reversión y contribuyó a la creación de la Comisión Nacional de Cuencas hidrográficas

## Reconocimientos
- Heroína Nacional del Trabajo de la República de Cuba.
- Orden “Carlos J. Finlay”.
- Orden “Lázaro Peña ”.
- Orden “Mariana Grajales”.
- Medalla XX Aniversario de la Revolución Cubana.
- Medalla 250 Aniversario de la Universidad de La Habana.
- Distinción Antero Regalado otorgada por la Asociación Nacional de Agricultores Pequeños.
- Distinción Marcos Martí otorgada por el Sindicato Agropecuario.
- Medalla Universidad D Alfort, Francia   .
- Medalla de Orden al Mérito de Checoslovaquia    y Eslovaquia   .
- Medalla del Sindicato Agropecuario de Checoslovaquia.
- Medalla “Juan Tomás Roig” del Sindicato Nacional de Trabajadores de la Ciencia.
- Premio Nacional de Medio Ambiente 2004.  [nota 4]
- Las Naciones Unidas otorgó póstumamente a la científica y exministra cubana el premio Campeones de la Tierra 2006.  [nota 5]